# Pfarrkirche Geistthal

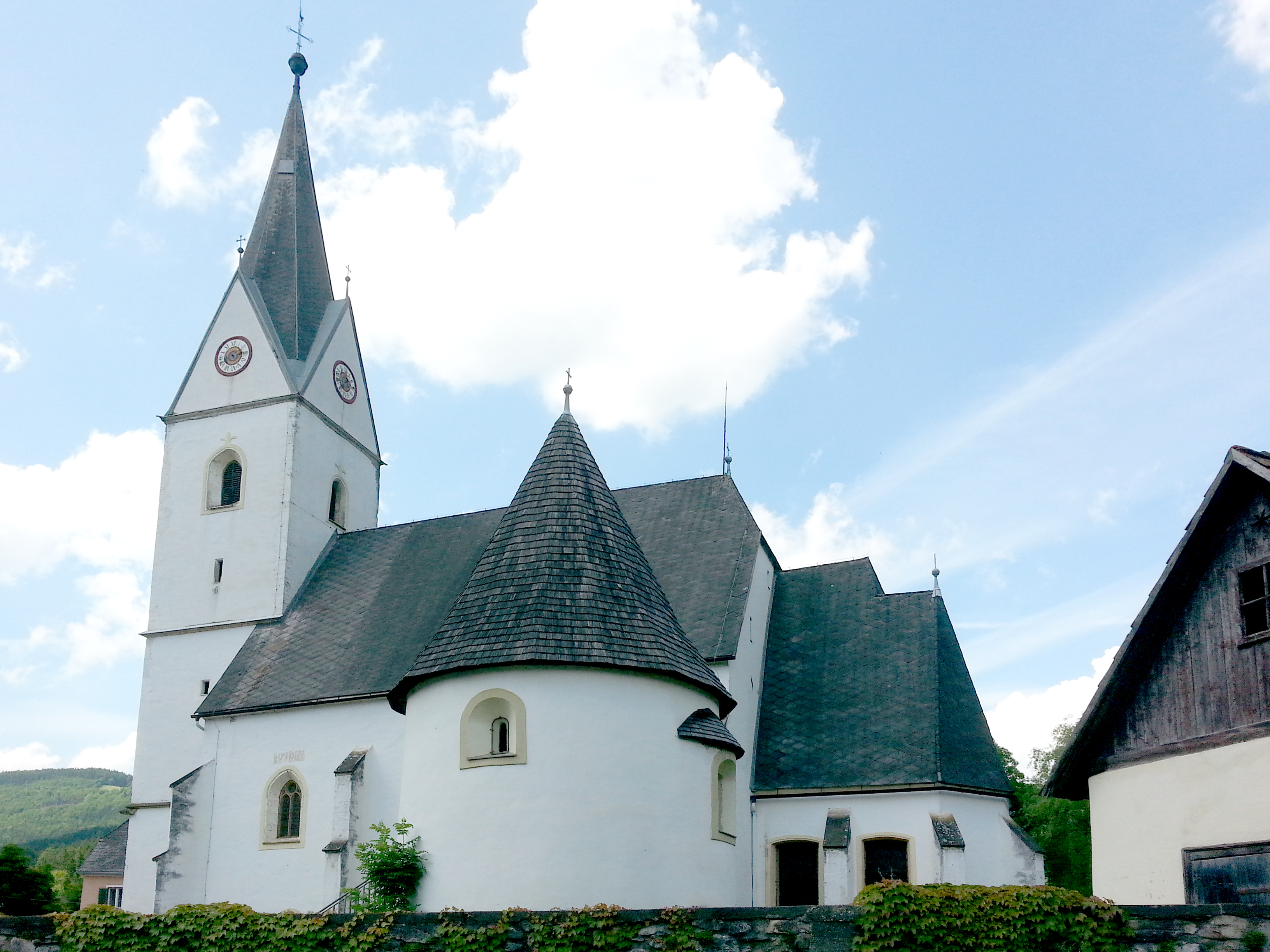
Pfarrkirche Geistthal mit Karner von Süden (Juni 2013)

Die Kirche hl. Jakob der Ältere ist die römisch-katholische Pfarrkirche der Gemeinde Geistthal-Södingberg in der Steiermark. Ihre Geschichte geht bis in die Mitte des 13. Jahrhunderts zurück.

## Geschichte
Die Kirche wurde erstmals 1245 urkundlich erwähnt. Bis 1786 war sie dem Stift St. Lambrecht inkorporiert. Der Chor wurde in der zweiten Hälfte des 15. Jahrhunderts und das heutige Kirchenschiff zwischen 1538 und 1539 errichtet. Zwischen 1745 und 1756 wurde der Innenraum von der Schnitzwerkstätte des Balthasar Prandtstätters gestaltet. Zwischen 1968 und 1972 fanden Restaurierungsarbeiten statt, während der Innenraum 2006 restauriert wurde. Der Karner wurde 2007 restauriert und dient heute als Aufbahrungsraum.

## Kirche

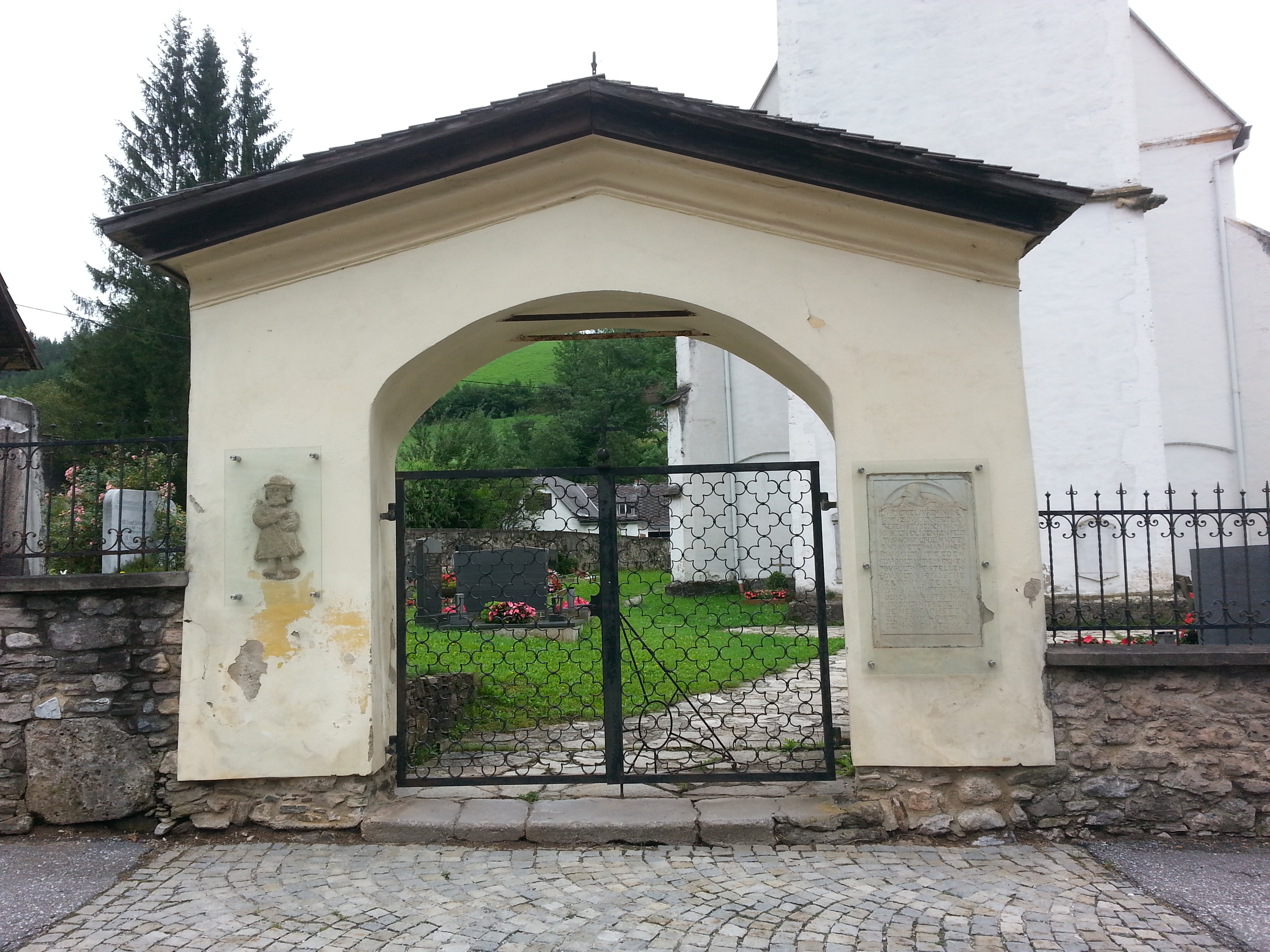
Eingangsportal in der die Kirche umgebenden Friedhofsmauer

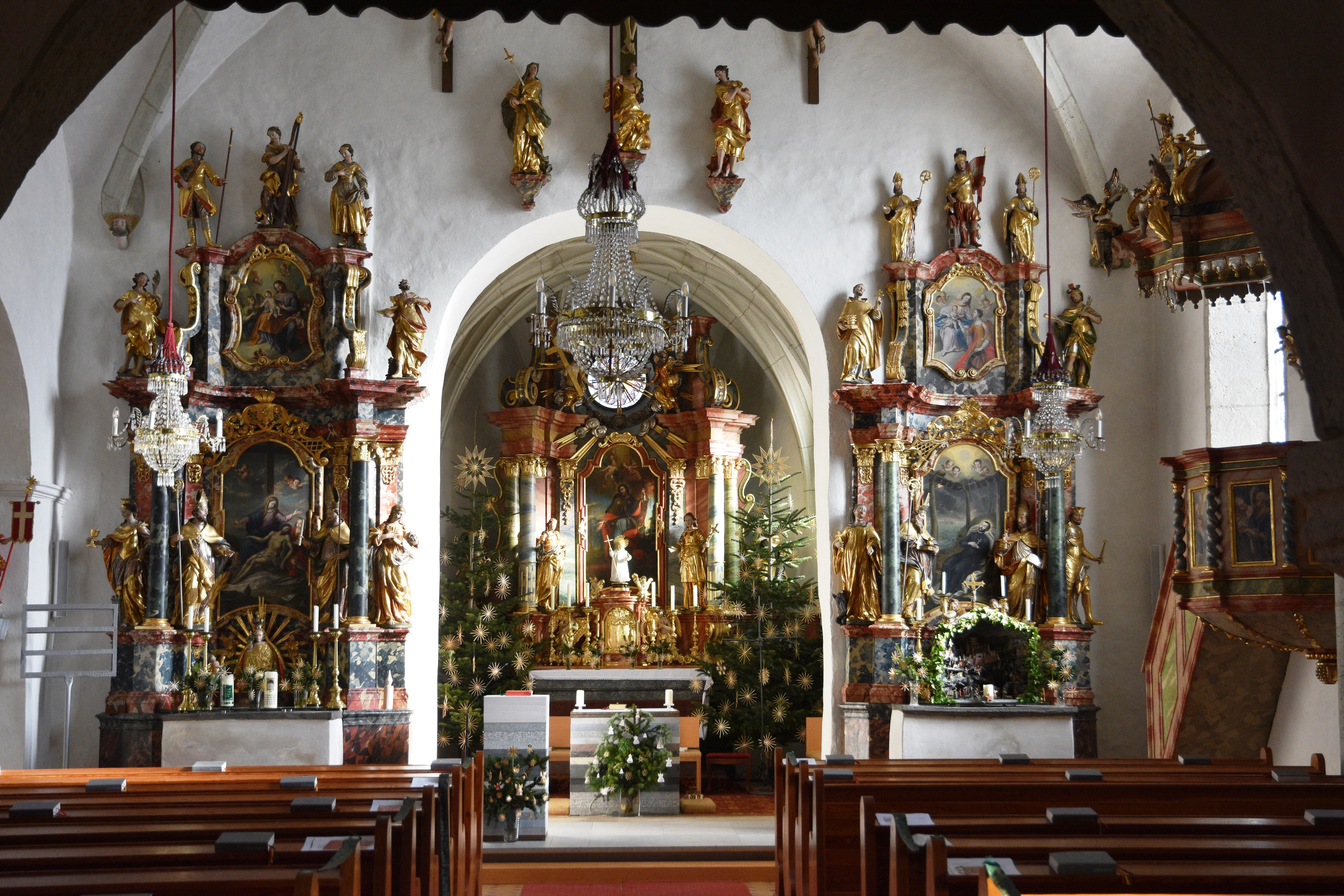
Innenansicht der Pfarrkirche

Bei der Kirche handelt es sich um ein gotisches Bauwerk, welches von einem ummauerten Friedhof mit Karner umgeben wird. Am Eingangsportal in der umgebenden Mauer befindet sich ein Relief, welches einen bärtigen Mann zeigt und wahrscheinlich aus dem 16. Jahrhundert stammt. Eine vermutlich aus dem 17. Jahrhundert stammende, marmorne Tafel mit den Zehn Geboten befindet sich ebenfalls am Eingangsportal.
An den Außenmauern der Kirche findet man abgetreppte Strebepfeiler. Der dreigeschoßige Kirchturm ist an der westlichen Seite der Kirche vorgestellt und hat einen achtseitigen Spitzhelm. Er trägt eine 1862 von Karl Feltl gegossene Glocke. Die Turmgeschoße werden durch Kaffgesims voneinander getrennt. Am untersten Kaffgesims befinden sich zwei Wasserspeier, welche einen Menschen sowie ein Tier darstellen. Das spitzbogige Eingangsportal zur Kirche befindet sich an der westlichen Turmseite. Es ist wie ein weiteres rundbogiges Eingangsportal an der Südseite der Kirche profiliert. Über dem südlichen Portal befindet sich ein Wappenschild mit einer Pantherdarstellung und einem darüberliegenden Band mit der Jahreszahl 1538. In der gesamten Kirche sind mehrere römische Inschriftensteine aus dem ersten und zweiten Jahrhundert eingemauert.
Das Kirchenschiff ist breiter und höher als der Chor, welcher gegenüber dem Langhaus um zwei Stufen erhöht ist. Das Schiff wird von einem auf Runddiensten vor Wandpfeilern ruhenden Netzrippengewölbe überspannt. In den Ecken des Raumes befinden sich Konsolköpfe bzw. Büsten. Die Maßwerkfenster im Kirchenschiff sind zweibahnig und jenes über der Empore, an der Südseite trägt die Jahreszahl 1539. Der rundbogige Fronbogen ist leicht eingezogen. Der Chor hat einen Dreiachtelschluss und wird von einem Netzrippengewölbe überspannt, welches auf Konsolen ruht. Die Schlusssteine des Chorgewölbes zweigen einen Christuskopf sowie einen Engel mit Spruchband.
Nördlich des Chores befindet sich die Sakristei. Nördlich an das Kirchenschiff ist eine barocke, kreuzgewölbte Taufkapelle angebaut. Die dreiachsige Empore befindet sich im westlichen Teil des Langhauses und ruht auf Rundpfeilern mit Blattkapitellen. Sie springt in der Mittelachse zurück und wird von einem auf Konsolen mit primitiven Köpfen sitzenden Kreuzgewölbe unterspannt. Die vorgezogene und gerade, hölzerne Emporenbrüstung stammt aus dem Anfang des 18. Jahrhunderts und ist mit Apostelbildern verziert.
Der Hochaltar stammt aus der Zeit um 1720 bis 1730. Die beiden Seitenaltäre haben eine kräftige bunte Fassung. Der rechte Seitenaltar wird auf das Jahr 1747 datiert und sein Altarbild zeigt den Tod des heiligen Franz Xaver. Sein Oberbild stellt die mystische Vermählung der heiligen Katharina dar. Das Altarbild des linken Seitenaltars zeigt die Beweinung Christi und sein Oberbild stellt den heiligen Josef dar. Die Kanzel wurde im Ende des 17. Jahrhunderts aufgestellt und trägt eine, von Balthasar Prandtstätter im zweiten Viertel des 18. Jahrhunderts geschaffene Figur des Guten Hirten am Schalldeckel. Weiters wurden einige der Engelsfiguren in der Kirche von Prandtstätter gestaltet. Der Volksaltar und der Ambo wurden von Gustav Troger gestaltet und im Jahr 2006 aufgestellt.
Die Orgel wurde im Jahr 1727 von Andreas Schwarz errichtet und 1829 sowie 1972/73 restauriert. An den Flügeln der Orgel befinden sich Darstellungen der heiligen Cäcilia und des Königs David. Der achtseitige Taufstein aus der Zeit um 1700 ist im spätgotischen Stil gehalten und hat einen barocken Aufsatz. Am Fronbogen befindet sich ein spätgotisches Kruzifix aus der Zeit um 1500. Drei kleine Hängeleuchter im Kircheninnenraum wurden um die Mitte des 19. Jahrhunderts gefertigt. Weiters befinden sich in der Kirche zwei barocke Statuen der Heiligen Joachim und Anna, welche aus der ersten Hälfte des 18. Jahrhunderts stammen. Die Kreuzwegbilder wurden 1866 von Alois Möstl gemalt. Weiters findet man einige Steinmetzzeichen in der Kirche.

## Karner
Beim Karner handelt es sich um einen romanischen, zweigeschoßigen Rundbau. Im östlichen Teil des Obergeschoßes befindet sich eine erkerartige Apsis mit gotischem Rundbogenfenster. Im Inneren findet man eine von Balthasar Prandtstätter gefertigte Kreuzgruppe mit Maria Magdalena, dem Apostel Johannes und zwei Schächern aus dem zweiten Viertel des 18. Jahrhunderts. An der Altarstufe erkennt man einen römischen Inschriftenstein. Bei Restaurierungsarbeiten im Jahr 2007 wurden Reste von barocken Wandmalereien entdeckt. Im selben Jahr wurde auch ein von Kurt Zisler gestaltetes Glasfenster eingebaut.